# Горњи град (Загреб)
45° 49′ 00″ С; 15° 58′ 26″ И / 45.816667° С; 15.973889° И
Горњи град је традиционални назив за уско градско језгро града Загреба на узвишењу изнад равнице реке Саве.
Дели се на Градец (или Грич) и Каптол.
На Горњем граду се налази седиште хрватске Владе, Сабора, бројни музеји, седиште Загребачке надбискупије. Горњи град (односно Грич) повезани су успињачом с Доњим градом (с Илицом преко Томићеве улице).
У управном уређењу Загреба од 1999. године, Горњи град припада градској четврти Горњи град - Медвешчак.
- Стара већница
- Кула Лотршчак
- Загребачка катедрала